# イェジ・ネイマン

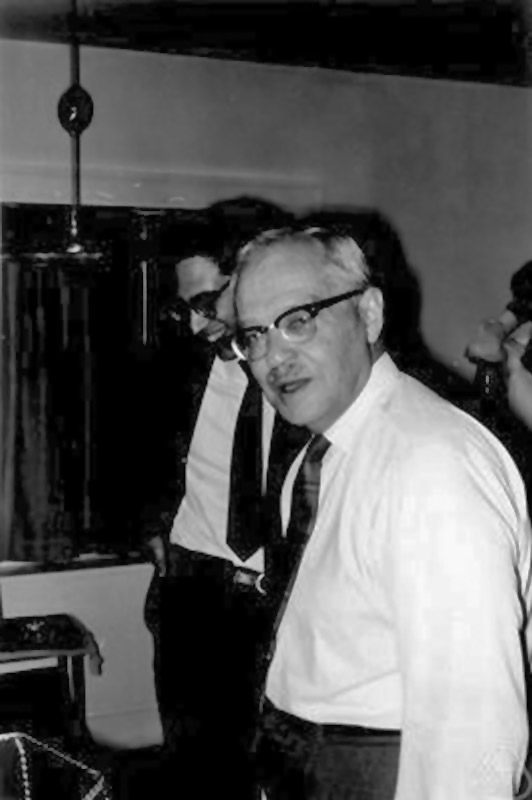
Jerzy Neyman

イェジ(イェルジー)・ネイマン（Jerzy Neyman, 1894年4月16日 - 1981年8月5日）は数理統計学者。エゴン・ピアソンとともに現代の推計統計学の中心的理論を確立した。

## 人物
父はポーランド系（元来ユダヤ系だがカトリック信者）の法律家で、ロシア帝国内各地で仕事をしていた。イェジは次男として生まれ、1912年ハリコフ大学に入学、セルゲイ・ベルンシュテインに数学を学んだ。在学中にカール・ピアソンの「科学の文法」を読み強い影響を受けた。ロシア革命後の混乱期も（一時敵国人として拘束されたが）大学で研究を続け、1921年ポーランドに移った。ビドゴシチ農業研究所、翌年にワルシャワの国立天文台で働き、1923年にワルシャワ大学助教授となって確率論と統計学を講じた。
1925年、ロンドン大学のピアソンのもとに留学した。ピアソンはもはや測度論的確率論など最新の理論には疎かったが、息子のエゴン・ピアソンとは意気投合した。1926年パリに短期留学しエミーユ・ボレル、アンリ・ルベーグらに学ぶが、この時期からエゴンとの仮説検定理論の共同研究も開始した。
1927年ワルシャワに帰り生物測定学研究室を立ち上げたが、1934年再びロンドン大学に移ってエゴンらと研究を行った。この時期にも信頼区間の理論など重要な業績を上げた。
1938年にアメリカ・カリフォルニア大学バークレー校に招かれ、後半生をここで過ごした。ここは数学部の一部であったが、ネイマンは独立した学問としての統計学をアメリカで確立することに努力し、1955年に統計学部が創立される。
第二次世界大戦中は軍事研究、戦後は選挙に関する仕事にも関わっている。1958年に科学雑誌『サイエンス』からニューカム・クリーブランド賞を受賞。1966年ガイ・メダル金メダル、1968年アメリカ国家科学賞受賞。